# Garrido (apellido)

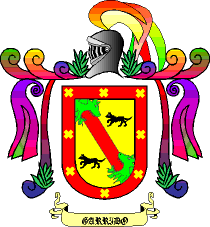
El escudo del apellido medieval Garrido.

Garrido es una palabra medieval castellana, que equivale a los adjetivos de hermoso, gallardo, lozano, etc., así aparece en la "Crónica General", escrita por orden del rey Alfonso XI, en la cual se puede leer que, don Tello Alonso perdió en una batalla hasta doscientos caballeros "garridos".

## Origen
Es indudable que el linaje Garrido es uno de los más antiguos de España. Antonio de Barahona, reconocido genealogista ya lo cita, así como otros muchos autores, en particular Franckenau en "Bibliotheca Hispánica". Barahona tiene fama de genealogista serio, por lo que se le puede dar absoluta credibilidad a sus escritos.
Escudo de armas: En fondo dorado, una banda rojiza con una cabeza de dragón en cada extremo de color verde, y acompañada de dos lobos de color negro, uno a cada lado, rodeado con una franja roja y en ella ocho aspas de oro.

## Historia
En la batalla del Salado, que fue en el año 1340, se encontró un caballero llamado de apellido Dios Ayuda con siete hijos suyos, y que llevando sus armas ensangrentadas, pasaron por delante del rey don Alfonso XI, quien al verlos le dijo al padre: "Garridos hijos llevas", (en realidad aguerridos, proveniente de guerra) refiriéndose a la valentía de los siete hijos y que de ahí les quedó el apellido.
Se dice también que, el citado rey, para honrarlos, les concedió la orden de la Banda y que desde entonces se ha conocido este apellido en la historia de España siendo muchos los caballeros que lo han llevado.
Esteban Garrido, cabo de armas del rey Alfonso XI, realizó numerosas hazañas, entre las que hay que destacar el que encontrándose solo y rodeado de moros que lo atacaban, no fue su fin, porque en lugar de atemorizarse, dando su muerte por segura, se llenó de valor y les atacó, matando a dos de ellos y abriéndose camino, manteniendo a raya a los que trataban de rodearlo de nuevo, de modo que los moros, asustados ante tanta bravura, optaron por dejarlo, huyendo desordenadamente.
Durante el reinado de los Reyes Católicos floreció Sancho Sánchez Garrido que, por los servicios realizados a los monarcas, fue caballero de la Espuela Dorada. Participó en la Conquista de Granada, hasta el punto que sus hazañas y muestras de valor dadas en las batallas previas a la ocupación de esta ciudad fueron tan importantes, que una vez que Granada fue ocupada, los Reyes Católicos premiaron la fidelidad del caballero incluyéndole en el repartimiento de tierras, con lo cual entró en posesión de ricas tierras, a la vez que, por privilegio real, quedaban libres él y sus sucesores del pago de algunos impuestos.
Una vez descubierta América por Cristóbal Colón, fueron muchos los de este linaje que pasaron a las Indias, donde estuvieron presentes desde el primer día de su descubrimiento. Núñez Garrido estuvo con Hernán Cortés en la conquista de México, participando en todos los combates y batallas que sucedieron hasta la total conquista del país. Una vez que esto sucedió, decidió establecerse en México, donde fundó familia y dejó numerosos descendientes.
Alvar Garrido, fue compañero de Diego de Almagro y tomó parte en la conquista de Perú, más tarde, enemistado con Almagro, se pasó al bando de los Pizarro, aunque parece ser que no tuvo responsabilidad en la muerte de su antiguo jefe. 
Con Valdivia estuvo Juan de Dios Garrido, que tomó parte en la conquista de Chile. Este conquistador, se estableció en Santiago, donde asimismo procedió a fundar familia.